# Zonnedassen
De zonnedassen (Melogale) zijn een geslacht van zoogdieren uit de familie van de marterachtigen (Mustelidae). Het is het enige geslacht uit de onderfamilie Helictidinae.

## Voorkomen
Deze dieren komen voor in Indochina, Java, Bali en Noordoost-Borneo.

## Soorten
Er worden 6 soorten in het geslacht geplaatst:
- Melogale cucphuongensis uit Noord-Vietnam[2]
- Melogale everetti  – Borneose zonnedas
- Melogale moschata – Chinese zonnedas
- Melogale orientalis  – Javaanse zonnedas
- Melogale personata – Birmese zonnedas
- Melogale subaurantiaca